# Lanne
Lanne település Franciaországban, Hautes-Pyrénées megyében. Lakosainak száma 604 fő (2022. január 1.). Lanne Louey, Adé, Averan, Bénac és Ossun községekkel határos.

## Népesség
A település népességének változása:
| Lakosok száma | 572  | 581  | 602  | 588  | 595  | 601  | 605  | 599  | 604  |
|               | 2013 | 2015 | 2016 | 2017 | 2018 | 2019 | 2020 | 2021 | 2022 |